# Chŏngp’yŏng-gun
Chŏngp’yŏng-gun (koreanska: 정평군) är en kommun i Nordkorea.   Den ligger i provinsen Södra Hamgyong, i den centrala delen av landet, 160 km nordost om huvudstaden Pyongyang.